# Edmundo Navarro de Andrade
Edmundo Navarro de Andrade (São Paulo, 2 de janeiro de 1881 — 1 de dezembro de 1941) foi um político e engenheiro agrônomo brasileiro. Ele era afilhado de Dona Veridiana da Silva Prado, a qual o criou e o educou.

## Biografia
Estudou na Escola Nacional de Agricultura de Coimbra (Portugal), onde diplomou-se em 1903 como engenheiro agrônomo.
Foi ministro interino da Agricultura no governo Getúlio Vargas, substituindo o ministro Juarez Távora duas vezes, de 19 de agosto a 4 de outubro de 1933 e de 9 de janeiro a 18 de fevereiro de 1934.
Foi o implantador dos Hortos da Companhia Paulista de Estradas de Ferro por todo o Estado de São Paulo.
Em sua homenagem, existem hoje a Floresta Estadual Edmundo Navarro de Andrade em Rio Claro, e o Horto Municipal Navarro de Andrade em São Carlos.